# William Rose (Drehbuchautor)
William Rose (* 12. Dezember 1914 in Jefferson City, Missouri; † 10. Februar 1987 auf Jersey) war ein US-amerikanischer Drehbuchautor.

## Leben
William Rose war während seines Militärdienstes in der kanadischen Armee im Zweiten Weltkrieg nach Großbritannien gekommen und begann dort nach Kriegsende seine Tätigkeit als Drehbuchautor. Für die Ealing Studios schrieb er etliche Komödien, war aber auch in anderen Genres zuhause. Zu Beginn der 60er Jahre kehrte er in die Vereinigten Staaten zurück und arbeitete mehrfach mit dem Regisseur Stanley Kramer zusammen. Für das Drehbuch zu dessen Komödie Rat mal, wer zum Essen kommt erhielt er 1968 den Oscar. Zuvor war er bereits drei Mal für den Oscar nominiert worden.
Das Drehbuch zu Ladykillers aus dem Jahr 1955 brachte ihm einen British Academy Film Award in der Kategorie Bestes britisches Drehbuch ein. Rose gab stets an, er hätte die gesamte Handlung von Ladykillers geträumt und hätte danach nur noch Details hinzufügen müssen. Die Writers Guild of America ehrte ihn 1973 mit dem Laurel Award for Screen Writing Achievement. 1967 wurde er bereits mit einem Writers Guild of America Award ausgezeichnet.

## Filmografie (Auswahl)
Drehbuch
- 1948: Wettfahrt mit dem Tode (Once a jolly Swagman)
- 1950: Dämon Uran (My Daughter Joy)
- 1951: Geheimdienst schlägt zu (I’ll Get You for This)
- 1952: Ein Fressen für die Fische (The Gift Horse)
- 1953: Die feurige Isabella (Genevieve)
- 1954: Die Maggie (The Maggie)
- 1955: Ladykillers (The Ladykillers)
- 1955: Meine bessere Hälfte (Touch and go)
- 1956: Versuchsmaschine CB 5 (The Man in the Sky)
- 1957: Die kleinste Schau der Welt (The smallest Show on earth)
- 1963: Eine total, total verrückte Welt (It's a Mad Mad Mad Mad World)
- 1965: Die Russen kommen! Die Russen kommen! (The Russians Are Coming, the Russians Are Coming)
- 1967: Rat mal, wer zum Essen kommt (Guess Who's Coming to Dinner)
- 1967: Der tolle Mr. Flim-Flam (The Flim-Flam Man)
- 1969: Das Geheimnis von Santa Vittoria (The Secret of Santa Vittoria)

Literarische Vorlage
- 2004: Ladykillers
- 2005: Guess Who – Meine Tochter kriegst du nicht! (Guess Who)